# Seznam evroposlancev iz Slovenije (2004–2009)
Seznam evroposlancev iz Slovenije v mandatu 2004–2009 zajema poslance, ki so kot prvi zastopali Slovenijo, odkar je postala 1. maja 2004 članica Evropske unije. To je bil 6. mandat Evropskega parlamenta.

## Seznam
| #  | Portret | Portret | Poslanec             | Nacionalna stranka | Nacionalna stranka              | Evropska stranka                                       | Število glasov liste | Opombe |
| -- | ------- | ------- | -------------------- | ------------------ | ------------------------------- | ------------------------------------------------------ | -------------------- | --- |
| 1. |         |         | Mihael Brejc         |                    | Slovenska demokratska stranka   | Evropska ljudska stranka - Evropski demokrati          | 76.945               | |
| 2. |         |         | Romana Jordan Cizelj |                    | Slovenska demokratska stranka   | Evropska ljudska stranka - Evropski demokrati          | 76.945               | |
| 3. |         |         | Jelko Kacin          |                    | Liberalna demokracija Slovenije | Skupina zavezništva liberalcev in demokratov za Evropo | 95.489               | |
| 4. |         |         | Mojca Drčar Murko    |                    | Liberalna demokracija Slovenije | Skupina zavezništva liberalcev in demokratov za Evropo | 95.489               | |
| 5. |         |         | Ljudmila Novak       |                    | Nova Slovenija                  | Evropska ljudska stranka - Evropski demokrati          | 102.753              | |
| 6. |         |         | Borut Pahor          |                    | Socialni demokrati              | Stranka evropskih socialistov                          | 61.672               | 2004–2008. Ko je 2008 postal predsednik slovenske vlade, je prenehal opravljati funkcijo evropskega poslanca. |
| 7. |         |         | Lojze Peterle        |                    | Nova Slovenija                  | Evropska ljudska stranka - Evropski demokrati          | 102.753              | |
| 8. |         |         | Aurelio Juri         |                    | Socialni demokrati              | Stranka evropskih socialistov                          | 61.672               | Oktober 2008–2009. Zamenjal je Boruta Pahorja. Po pravilih naslednik izhaja iz iste stranke.                  |